# Леонардо Гутьєррес
Леонардо Гутьєррес (ісп. Leonardo Gutiérrez, 16 травня 1978) — аргентинський баскетболіст.
Олімпійський чемпіон 2004 року, бронзовий призер 2008 року, учасник 2012 року.
Срібний призер Ігор доброї волі 2001 року.
Срібний призер Чемпіонату світу 2002 року.
Чемпіон Америки 2001, 2011 років, срібний призер 2003, 2005, 2007 років, бронзовий призер 2009 року.
Чемпіон Південної Америки 2001, 2004, 2012 років, срібний призер 2003 року, бронзовий призер 2006 року.
Переможець FIBA Diamond Ball 2008 року.